# Horace Gould
Horace Harry Twigg (20 de setembro de 1918 – 4 de novembro de 1968) foi um automobilista britânico nascido na Inglaterra.
Gould participou de 14 Grandes Prêmios de Fórmula 1 de: 1954-1958 e 1960, e tendo como melhor resultado, o 5º lugar na GP da Inglaterra de 1956.